# Каменец-Подольский район
Каменец-Подольский район (укр. Кам'янець-Подільський район) — административная единица на юге Хмельницкой области Украины. Административный центр — город Каменец-Подольский.

## География
Площадь 4521 км².

## История

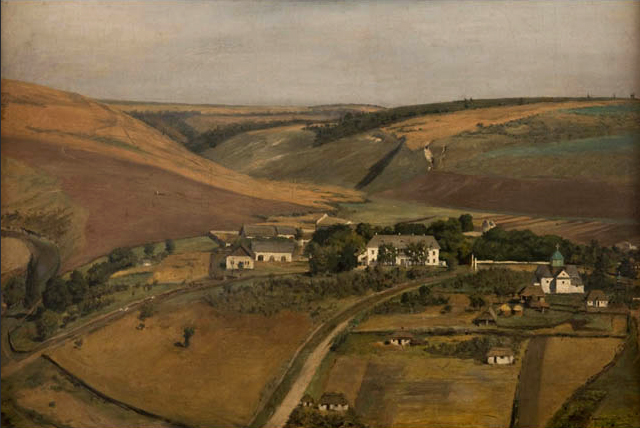
Район в 1883 году

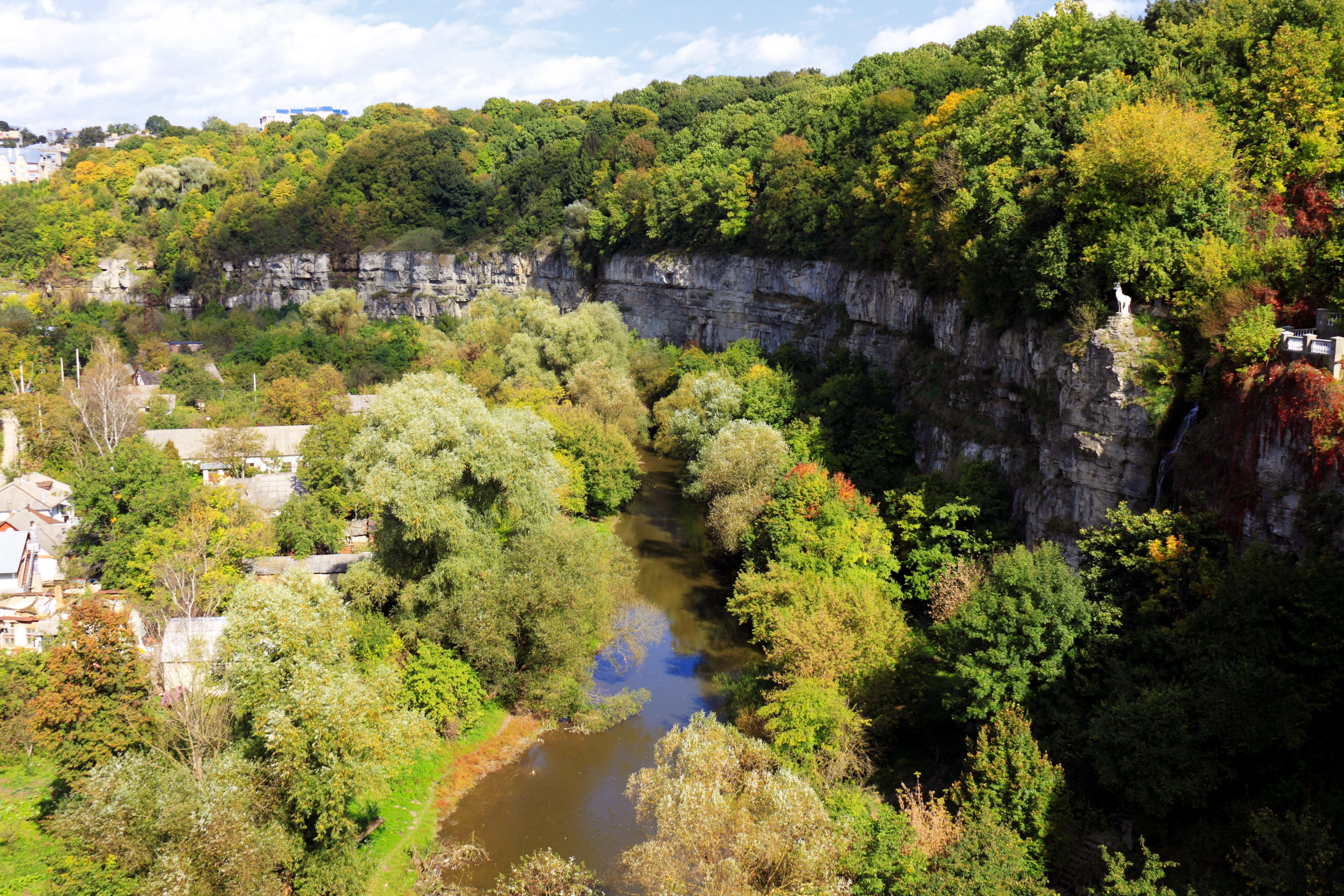
Каменец-подольский район

7 марта 1923 года на Украине были ликвидированы уезды и волости (губернии были ликвидированы 3 июня 1925 года постановлением ВУЦИК, в частности Подольская). Теперь губернии состояли из округов. Так, в Подольской губернии вместо 12 уездов появились 6 округов: Каменецкий, Проскуровский, Винницкий, Могилевский, Тульчинский, Гайсинский. Округа же делились на районы. В Каменецкий округ входило 17 районов. Среди них — Довжокский, Жванецкий, Китайгородский, Маковский, Орининский, Смотричский, Староушицкий. Каменец-Подольский район создан не был. На основе семи названных выше районов в ходе постоянных перетасовок сложился нынешний Каменец-Подольский район. При этом основой, вокруг которой производились эти перетасовки, был сформированный 7 марта 1923 года Довжокский район. Поэтому логично отсчёт истории современного Каменец-Подольского района вести именно от Довжокского района.
В первоначальный состав Довжокского района вошли полностью территории Довжокской и Рихтовской волостей, большая часть Баговицкой, несколько сёл Орининской волостей. Однако уже через пять лет, 4 декабря 1928 года, Довжокский район значительно увеличился, поглотив Жванецкий и часть Маковского районов. К тому же, тем же самым постановлением Президиума ВУЦИК Довжокский район впервые был переименован в Каменецкий-Подольский, а центр его из села Довжок был перенесен в город Каменец-Подольский.
Ещё через шесть лет, 31 июля 1934 года, Каменец-Подольский район снова территориально увеличивается: в его состав переданы 19 сельских советов Староушицкого района. Но не прошло и полгода, как 26 декабря 1934 года Каменец-Подольский район ликвидируется, а его территория и районные учреждения подчиняют Каменец-Подольскому городскому совету. Де-факто район существовал, де-юре его не было. Так продолжалось до 28 июня 1939 года, когда Президиум Верховного Совета УССР восстановил Довжокский район с центром в с. Довжок. Наконец, 10 июля 1944 года район во второй раз и уже окончательно получает современное название — Каменец-Подольский район. Тогда же и город Каменец-Подольский становится его неизменным центром. В 1945-46 г.г. в документах и на печатях встречается Каменец-Подольская область. До 4 января 1954 года Хмельницкая область носила название Каменец-Подольская область. До 1954 года административным центром был город Каменец-Подольский.
Если с названием и центром Каменец-Подольский район окончательно определился 10 июля 1944 года, то его нинешняя территория формировалась ещё на протяжении 21 года. Заметное прибавление произошло 23 сентября 1959 года, когда на Украине решили укрупнить районы. В связи с этим были ликвидированы Орининский и Староушицкий районы и по части каждого из них было включено в Каменец-Подольский район. Ещё одно небольшое укрупнение состоялось 7 января 1963 года. Окончательная современная территория Каменец-Подольского района было сформирована Указом Президиума Верховного Совета УССР от 4 января 1965 года.
Зато постоянно изменяется внутренняя структура района. Не обошлось тут и без утрат. Так, в 1981 году под водой Днестровского водохранилища скрылись давняя столица края — Бакота, славное бывшее местечко Студеница. Жестокая судьба быть «вычеркнутой из учётных данных» ожидала и Луку-Врубловецкую, где была обнаружена одна из древнейших на территории Украины стоянок первобытных людей.
Не всегда оправданным было и переименование сёл. Так, в 1946 году исчезли с карты района славные исторические названия сёл — Большие Вермены, Малые Вермены, Верменские Хутора, Татариски.
Пережил район и тенденции укрупнения и обратного разукрупнения сельских советов. Последние административные изменения в составе района в период 1990—1996 гг. связаны с разукрупнением восьми сельских советов, вследствие чего восстановлены Подольский, Думановский, Княжпольский, Залесский Второй, Нефедовский, Пановецкий, Абрикосовский, Зиньковецкий, создан Каменский сельские советы.
17 июля 2020 года в результате административно-территориальной реформы район был укрупнён, в его состав вошли территории:
- Каменец-Подольского района,
- Дунаевецкого района,
- Новоушицкого района,
- Чемеровецкого района,
- а также города областного значения Каменец-Подольский.

## Население
Численность населения района в укрупнённых границах — 291,1 тыс. человек.
Численность населения района в границах до 17 июля 2020 года по состоянию на 1 января 2020 года — 63 302 человека, из них городского населения — 2 103 человека (пгт Старая Ушица), сельского — 61 199  человек.

## Административное устройство
Район в укрупнённых границах с 17 июля 2020 года делится на 15 территориальных общин (громад), в том числе 2 городские, 6 поселковых и 7 сельских общин (в скобках — их административные центры):
- Городские:
  - Каменец-Подольская городская община (город Каменец-Подольский),
  - Дунаевецкая городская община (город Дунаевцы);
- Поселковые:
  - Закупновская поселковая община[укр.] (пгт Закупное),
  - Новодунаевецкая поселковая община (пгт Дунаевцы),
  - Новоушицкая поселковая община (пгт Новая Ушица),
  - Смотричская поселковая община (пгт Смотрич),
  - Староушицкая поселковая община (пгт Старая Ушица),
  - Чемеровецкая поселковая община (пгт Чемеровцы);
- Сельские:
  - Гуковская сельская община (село Гуков),
  - Гуменецкая сельская община (село Гуменцы),
  - Жванецкая сельская община (село Жванец),
  - Китайгородская сельская община (село Китайгород),
  - Маковская сельская община (село Маков),
  - Орининская сельская община (село Оринин),
  - Слободка-Кульчиевецкая сельская община (село Слободка-Кульчиевецкая).

### История деления района
Количество местных советов в старых границах района до 2020 года:
- городских — 0
- поселковых — 1
- сельских — 42

Количество населённых пунктов в старых границах района до 2020 года:
- городов районного значения — 0
- посёлков городского типа — 1
- сёл — 120
- посёлков сельского типа — 1

## Известные уроженцы
В районе родились:
- Калиновский, Григорий Евстафьевич (1900—1975) — советский военный деятель, генерал-майор (1944).
- Татаринцева Ольга Алексеевна (1967) - художник